# 新宿駅青酸ガス事件
新宿駅青酸ガス事件（しんじゅくえきせいさんガスじけん）は、1995年4月30日、5月3日、5月5日の三回にわたって、オウム真理教が東京都の新宿駅地下トイレに毒ガスである青酸ガスの発生装置を仕掛けたテロ未遂事件、特に5月5日の事件をいう。別名として新宿駅地下トイレ青酸ガス事件、新宿青酸ナトリウム装置事件などとも呼ばれる。

## 経緯
1995年3月20日の地下鉄サリン事件後、「社会の対立し合う勢力をぶつけて混乱を引き起こし、捜査撹乱を行え」「（1995年）4月30日に石油コンビナートを爆破しろ。30日だぞ」「ミサイルをぶち込めば爆発する」「30日ごとにテロをやりつづけろ」として、石油コンビナートを爆破する計画があり、麻原の指示で井上嘉浩や富永昌宏が調査し、爆弾も製造したが、爆破は無理と判断されたため中止された。だが村井秀夫は4月11日に「尊師の逮捕を防ぐため、できることはなんでもしろ」と指示、代わりにこの事件と都庁小包爆弾事件が実行されることとなった。
当初はダイオキシンを築地、兜町、霞が関に撒くことが計画されたが、中川智正は文献調査により「エイヤーでやってもダイオキシンは（4月）30日までにできない。青酸ガスならできる」として、日光山中に隠したシアン化ナトリウムを使って青酸ガステロを実行することになった。八王子アジトに集結していた中川智正、井上嘉浩、林泰男、豊田亨、富永昌宏、八木澤善次、松下悟史らが担当した。
この頃、麻原が以前に行った「新宿で4月15日に地震が起きる」という予言が、「新宿で4月15日にテロが起きる」という内容に受け取られ、噂が広まったことで新宿は厳戒態勢となっていた（4月15日予言）。結局4月15日には何も起きなかったが、井上はこのデマに便乗し新宿駅を標的とすることにしたと証言している。

## 結末
前二回は発生装置の故障によってガスが発生せず、また三回目となる5月5日の事件でも装置は作動したものの清掃作業員によって装置が発見・移動されたことから、ガスが発生する前に駅員によって処理され、大事には至らなかった。
事件後実行犯として特定された信者の八木澤善次、松下悟史は同年11月9日付けで殺人未遂容疑で全国に特別指名手配され、両名の似顔絵と写真が掲載されたポスターが各地の地下鉄駅などに張り出された。八木澤は1996年11月14日、「おれがオウムの八木澤だ」と自身の手配ポスターを持って暴れながら埼玉県警所沢警察署に出頭、逮捕された。松下も11月24日、同署に逮捕された。
麻原が指示したのは「石油コンビナート爆破」などであって、青酸ガス散布については麻原から具体的指示や同意が確認できなかったため、裁判では井上が首謀者とされた。